# Temporada 2023 de TCR Brasil
La temporada 2023 de TCR Brasil fue la primera edición de dicho campeonato. El cronograma estuvo pactado en cinco eventos entre el 9 de junio y el 3 de diciembre.
Galid Osman se quedó con el Campeonato de Pilotos, mientras que W2 Pro GP se quedó con el Campeonato de Equipos.

## Equipos y pilotos
| Equipo             | Auto                         | N.º | Piloto              | C   | Carreras |
| ------------------ | ---------------------------- | --- | ------------------- | --- | -------- |
| Paladini Racing    | Toyota Corolla GRS TCR       | 2   | Juan Ángel Rosso    |     | Todas    |
| Paladini Racing    | Toyota Corolla GRS TCR       | 5   | Fabián Yannantuoni  |     | Todas    |
| PMO Motorsport     | Lynk & Co 03 TCR             | 3   | Marcos Regadas      | T   | 4        |
| PMO Motorsport     | Lynk & Co 03 TCR             | 8   | Rafael Suzuki       |     | Todas    |
| Cobra Racing Team  | Toyota Corolla GRS TCR       | 10  | Adalberto Baptista  | T   | Todas    |
| Cobra Racing Team  | Toyota Corolla GRS TCR       | 70  | Diego Nunes         |     | Todas    |
| Squadra Martino    | Honda Civic Type-R TCR (FK7) | 15  | Enrique Maglione    | T   | Todas    |
| Squadra Martino    | Honda Civic Type-R TCR (FK7) | 23  | Ignacio Montenegro  |     | Todas    |
| Squadra Martino    | Honda Civic Type-R TCR (FK7) | 34  | Fabio Casagrande    | T   | Todas    |
| Squadra Martino    | Honda Civic Type-R TCR (FK7) | 60  | Juan Manuel Casella |     | 1-2      |
| Squadra Martino    | Honda Civic Type-R TCR (FL5) | 60  | Juan Manuel Casella | 3-5 |          |
| Scuderia Chiarelli | Hyundai Elantra N TCR        | 19  | Felipe Papazissis   |     | 4        |
| Scuderia Chiarelli | Hyundai Elantra N TCR        | 42  | Fabiano Cardoso     |     | 3        |
| Scuderia Chiarelli | Hyundai Elantra N TCR        | 43  | Pedro Cardoso       |     | Todas    |
| PMO Racing         | Peugeot 308 TCR              | 21  | Marcio Basso        | T   | 5        |
| PMO Racing         | Peugeot 308 TCR              | 37  | Guilherme Reischl   | T   | Todas    |
| PMO Racing         | Peugeot 308 TCR              | 72  | Lucas Salles        | T   | 1        |
| W2 Pro GP          | Cupra León Competición TCR   | 28  | Galid Osman         |     | Todas    |
| W2 Pro GP          | Cupra León Competición TCR   | 77  | Raphael Reis        |     | Todas    |
| Fuente:            |                              |     |                     |     |          |

| Icono | C           |
| ----- | ----------- |
| T     | Copa Trophy |

## Calendario
| Ronda    | Circuito                                      | Fecha               |
| -------- | --------------------------------------------- | ------------------- |
| 1        | Autódromo José Carlos Pace, São Paulo         | 10-11 de junio      |
| 2        | Autódromo Eduardo Prudêncio Cabrera, Rivera   | 22-23 de julio      |
| 3        | Velopark, Nova Santa Rita                     | 23-24 de septiembre |
| 4        | Autódromo Velo Città, Mogi Guaçu              | 21-22 de octubre    |
| 5        | Autódromo Internacional de Cascavel, Cascavel | 2-3 de diciembre    |
| Fuentes: |                                               |                     |

## Resultados
| Ronda | Ronda | Ronda      | Pole Position                            | Vuelta rápida       | Piloto ganador             | Equipo ganador    | Ganador Copa Trophy | Resultados |
| ----- | ----- | ---------- | ---------------------------------------- | ------------------- | -------------------------- | ----------------- | ------------------- | ---------- |
| 1     | 1     | Interlagos | Ignacio Montenegro Lucas Colombo Russell | Guilherme Salas     | Galid Osman Felipe Lapenna | W2 Pro GP         | Adalberto Baptista  | Resultados |
| 2     | 2     | Rivera     | Ignacio Montenegro                       | Juan Manuel Casella | Ignacio Montenegro         | Squadra Martino   | Fabio Casagrande    | Resultados |
| 2     | 3     | Rivera     |                                          | Rafael Suzuki       | Rafael Suzuki              | PMO Motorsport    | Enrique Maglione    | Resultados |
| 3     | 4     | Velopark   | Ignacio Montenegro                       | Raphael Reis        | Ignacio Montenegro         | Squadra Martino   | Enrique Maglione    | Resultados |
| 3     | 5     | Velopark   |                                          | Diego Nunes         | Fabián Yannantuoni         | Paladini Racing   | Adalberto Baptista  | Resultados |
| 4     | 6     | Velo Città | Raphael Reis                             | Juan Ángel Rosso    | Raphael Reis               | W2 Pro GP         | Marcos Regadas      | Resultados |
| 4     | 7     | Velo Città |                                          | Raphael Reis        | Diego Nunes                | Cobra Racing Team | Marcos Regadas      | Resultados |
| 4     | 8     | Velo Città |                                          | Galid Osman         | Raphael Reis               | W2 Pro GP         | Guilherme Reischl   | Resultados |
| 4     | 9     | Velo Città |                                          | Raphael Reis        | Galid Osman                | W2 Pro GP         | Marcos Regadas      | Resultados |
| 5     | 10    | Cascavel   | Juan Manuel Casella                      | Rafael Suzuki       | Rafael Suzuki              | PMO Motorsport    | Fabio Casagrande    | Resultados |
| 5     | 11    | Cascavel   |                                          | Diego Nunes         | Diego Nunes                | Cobra Racing Team | Marcio Basso        | Resultados |

## Puntuaciones
Ronda 1
| Pos.          | 1.º           | 2.º           | 3.º           | 4.º           | 5.º           | 6.º           | 7.º           | 8.º           | 9.º           | 10.º          | 11.º          | 12.º          | 13.º          | 14.º          | 15.º          |
| Clasificación | Clasificación | Clasificación | Clasificación | Clasificación | Clasificación | Clasificación | Clasificación | Clasificación | Clasificación | Clasificación | Clasificación | Clasificación | Clasificación | Clasificación | Clasificación |
| ------------- | ------------- | ------------- | ------------- | ------------- | ------------- | ------------- | ------------- | ------------- | ------------- | ------------- | ------------- | ------------- | ------------- | ------------- | ------------- |
| Pts.          | 10            | 7             | 5             | 4             | 3             | 2             | 1             |               |               |               |               |               |               |               |               |
| Carrera       |               |               |               |               |               |               |               |               |               |               |               |               |               |               |               |
| Pts.          | 40            | 35            | 30            | 27            | 24            | 21            | 18            | 15            | 13            | 11            | 9             | 7             | 5             | 3             | 1             |

Ronda 2 a 5
| Pos.          | 1.º           | 2.º           | 3.º           | 4.º           | 5.º           | 6.º           | 7.º           | 8.º           | 9.º           | 10.º          | 11.º          | 12.º          | 13.º          | 14.º          | 15.º          |
| Clasificación | Clasificación | Clasificación | Clasificación | Clasificación | Clasificación | Clasificación | Clasificación | Clasificación | Clasificación | Clasificación | Clasificación | Clasificación | Clasificación | Clasificación | Clasificación |
| ------------- | ------------- | ------------- | ------------- | ------------- | ------------- | ------------- | ------------- | ------------- | ------------- | ------------- | ------------- | ------------- | ------------- | ------------- | ------------- |
| Pts.          | 10            | 7             | 5             | 4             | 3             | 2             | 1             |               |               |               |               |               |               |               |               |
| Main Race     |               |               |               |               |               |               |               |               |               |               |               |               |               |               |               |
| Pts.          | 40            | 35            | 30            | 27            | 24            | 21            | 18            | 15            | 13            | 11            | 9             | 7             | 5             | 3             | 1             |
| Long Race     |               |               |               |               |               |               |               |               |               |               |               |               |               |               |               |
| Pts.          | 35            | 30            | 27            | 24            | 21            | 18            | 15            | 13            | 11            | 9             | 7             | 5             | 3             | 2             | 1             |

## Clasificaciones

### Campeonato de Pilotos
| Pos. | Piloto                | INT  | RIV  | RIV | VLP  | VLP | VEL  | VEL | VEL | VEL | CAS  | CAS | Pts. |
| ---- | --------------------- | ---- | ---- | --- | ---- | --- | ---- | --- | --- | --- | ---- | --- | ---- |
| 1    | Galid Osman           | 12   | 93   | Ret | 7    | 8   | 13   | 2   | 13† | 1   | 23   | 4   | 262  |
| 2    | Ignacio Montenegro    | 13†1 | 1    | 3   | 1    | 7   | 24   | Ret | 4   | Ret | 65   | 7   | 261  |
| 3    | Raphael Reis          | 25   | 34   | 4   | 87   | 3   | 31   | 4   | 1   | 13† | 5    | 5   | 259  |
| 4    | Juan Ángel Rosso      | 46   | Ret  | 6   | 34   | 2   | 116  | 3   | 2   | 3   | 36   | 2   | 248  |
| 5    | Rafael Suzuki         | 10   | DSQ6 | 1   | 2    | 6   | 52   | 13† | 7   | 5   | 12   | 6   | 221  |
| 6    | Fabián Yannantuoni    | 5    | Ret  | 5   | 5    | 1   | 4    | 7   | 5   | Ret | 4    | 3   | 213  |
| 7    | Diego Nunes           | 87   | 47   | 9   | 6    | 4   | 7    | 1   | 6   | 7   | Ret7 | 1   | 184  |
| 8    | Pedro Cardoso         | 6    | 2    | 7   | Ret5 | 5   | 13†5 | 5   | 3   | 2   | 8    | Ret | 168  |
| 9    | Juan Manuel Casella   | 3    | 65   | 2   | 43   | 9   | 6    | Ret | 8   | 8   | Ret1 | DNS | 167  |
| 10   | Fabio Casagrande      | 9    | 5    | 10  | Ret  | 14  | DNS7 | DNS | 11  | 6   | 7    | 10  | 104  |
| 11   | Guilherme Reischl     | Ret4 | 7    | 12† | 12   | 13  | 14†  | 9   | 9   | 11† | 9    | 11  | 85   |
| 12   | Adalberto Baptista    | 7    | 8    | 11  | 11   | 11  | 9    | Ret | 12  | Ret | 12   | 12† | 81   |
| 13   | Marcos Regadas        | 11   |      |     |      |     | 8    | 6   | 10  | 4   |      |     | 77   |
| 14   | Enrique Maglione      | 12   | DSQ  | 8   | 107  | 12  | 12†  | 8   | Ret | 9   | 11   | 9   | 77   |
| 15   | Felipe Lapenna        | 12   |      |     |      |     |      |     |     |     |      |     | 47   |
| 16   | Jorge Barrio          | 25   |      |     |      |     |      |     |     |     |      |     | 38   |
| 17   | Gaetano di Mauro      | 3    |      |     |      |     |      |     |     |     |      |     | 35   |
| 18   | Fabiano Cardoso       |      |      |     | 9    | 5   |      |     |     |     |      |     | 34   |
| 19   | Luciano Farroni       | 46   |      |     |      |     |      |     |     |     |      |     | 29   |
| 20   | Beto Monteiro         | 5    |      |     |      |     |      |     |     |     |      |     | 24   |
| 21   | Marcio Basso          |      |      |     |      |     |      |     |     |     | 10   | 8   | 24   |
| 22   | Mathias de Valle      | 6    |      |     |      |     |      |     |     |     |      |     | 21   |
| 23   | Felipe Papazissis     |      |      |     |      |     | 10   | 10  | DNS | DNS |      |     | 20   |
| 24   | Bruno Baptista        | 7    |      |     |      |     |      |     |     |     |      |     | 18   |
| 25   | Thiago Vivacqua       | 87   |      |     |      |     |      |     |     |     |      |     | 16   |
| 26   | Lucas Colombo Russell | 13†1 |      |     |      |     |      |     |     |     |      |     | 15   |
| 27   | Franco Coscia         | 9    |      |     |      |     |      |     |     |     |      |     | 13   |
| 28   | Matías Signorelli     | 10   |      |     |      |     |      |     |     |     |      |     | 11   |
| 29   | Lucas Salles          | 11   |      |     |      |     |      |     |     |     |      |     | 9    |
| 30   | Rodrigo Aramendía     | 12   |      |     |      |     |      |     |     |     |      |     | 7    |
| 31   | Guilherme Salas       | Ret4 |      |     |      |     |      |     |     |     |      |     | 4    |
| Pos. | Piloto                | INT  | RIV  | RIV | VLP  | VLP | VEL  | VEL | VEL | VEL | CAS  | CAS | Pts. |

| Color     | Resultado                                                               |
| --------- | ----------------------------------------------------------------------- |
| Oro       | Ganador                                                                 |
| Plata     | 2.ª plaza                                                               |
| Bronce    | 3.ª plaza                                                               |
| Verde     | Finalizó en los puntos                                                  |
| Azul      | Finalizó sin puntos                                                     |
| Azul      | NC - No clasificado                                                     |
| Violeta   | Ret - No terminó (Carrera)                                              |
| Rojo      | DNQ - No se clasificó                                                   |
| Negro     | DSQ - Descalificado                                                     |
| Blanco    | DNS - No empezó (carrera)                                               |
| Blanco    | WD - Retirado (fin de semana)                                           |
| Blanco    | C - Carrera cancelada                                                   |
| Sin color | DNP - Inscrito pero no participó                                        |
| Sin color | INJ - Lesionado                                                         |
| Sin color | EX - Excluido                                                           |
| Estado    | Resultado                                                               |
| Negrita   | Pole position                                                           |
| Cursiva   | Vuelta rápida                                                           |
| †         | Abandona, pero clasifica al completar el porcentaje requerido para ello |

#### Copa Trophy
| Pos. | Piloto             | INT  | RIV  | RIV | VLP  | VLP | VEL  | VEL | VEL | VEL | CAS | CAS | Pts. |
| ---- | ------------------ | ---- | ---- | --- | ---- | --- | ---- | --- | --- | --- | --- | --- | ---- |
| 1    | Guilherme Reischl  | Ret1 | 23   | 4†  | 34   | 3   | 4†2  | 3   | 1   | 4†  | 2   | 4   | 333  |
| 2    | Enrique Maglione   | 4    | DSQ1 | 1   | 1    | 2   | 3†5  | 2   | Ret | 3   | 4   | 2   | 310  |
| 3    | Fabio Casagrande   | 25   | 12   | 2   | Ret2 | 4   | DNS1 | DNS | 3   | 2   | 1   | 3   | 303  |
| 4    | Adalberto Baptista | 13   | 34   | 3   | 23   | 1   | 24   | Ret | 4   | Ret | 5   | 5†  | 299  |
| 5    | Marcos Regadas     |      |      |     |      |     | 13   | 1   | 2   | 1   |     |     | 155  |
| 6    | Marcio Basso       |      |      |     |      |     |      |     |     |     | 3   | 2   | 70   |
| 7    | Lucas Salles       | 32   |      |     |      |     |      |     |     |     |     |     | 37   |
| Pos. | Piloto             | INT  | RIV  | RIV | VLP  | VLP | VEL  | VEL | VEL | VEL | CAS | CAS | Pts. |

| Color     | Resultado                                                               |
| --------- | ----------------------------------------------------------------------- |
| Oro       | Ganador                                                                 |
| Plata     | 2.ª plaza                                                               |
| Bronce    | 3.ª plaza                                                               |
| Verde     | Finalizó en los puntos                                                  |
| Azul      | Finalizó sin puntos                                                     |
| Azul      | NC - No clasificado                                                     |
| Violeta   | Ret - No terminó (Carrera)                                              |
| Rojo      | DNQ - No se clasificó                                                   |
| Negro     | DSQ - Descalificado                                                     |
| Blanco    | DNS - No empezó (carrera)                                               |
| Blanco    | WD - Retirado (fin de semana)                                           |
| Blanco    | C - Carrera cancelada                                                   |
| Sin color | DNP - Inscrito pero no participó                                        |
| Sin color | INJ - Lesionado                                                         |
| Sin color | EX - Excluido                                                           |
| Estado    | Resultado                                                               |
| Negrita   | Pole position                                                           |
| Cursiva   | Vuelta rápida                                                           |
| †         | Abandona, pero clasifica al completar el porcentaje requerido para ello |

### Campeonato de Equipos
| Pos. | Equipo             | N.º | INT  | RIV  | RIV | VLP  | VLP | VEL  | VEL | VEL | VEL | CAS  | CAS | Pts. |
| ---- | ------------------ | --- | ---- | ---- | --- | ---- | --- | ---- | --- | --- | --- | ---- | --- | ---- |
| 1    | W2 Pro GP          | 28  | 12   | 93   | Ret | 7    | 8   | 13   | 2   | 13† | 1   | 23   | 4   | 587  |
| 1    | W2 Pro GP          | 77  | 2    | Ret  | Ret | 8    | 8   | 3    | 4   | 13† | 10† |      |     | 587  |
| 2    | Paladini Racing    | 2   | 46   | Ret  | 6   | 34   | 2   | 116  | 3   | 2   | 3   | 36   | 2   | 503  |
| 2    | Paladini Racing    | 5   | 5    | Ret  | 5   | 5    | 1   | 4    | 7   | 5   | Ret | 4    | 3   | 503  |
| 3    | Squadra Martino    | 23  | 13†1 | 1    | 3   | 1    | 7   | 24   | Ret | 4   | Ret | 65   | 7   | 408  |
| 3    | Squadra Martino    | 60  | 3    | 65   | 2   | 43   | 9   | 6    | Ret | 8   | 8   | Ret1 | DNS | 408  |
| 4    | PMO Motorsport     | 3   |      |      |     |      |     | 8    | 6   | 10  | 4   |      |     | 325  |
| 4    | PMO Motorsport     | 8   | 10   | DSQ6 | 1   | 2    | 6   | 52   | 13† | 7   | 5   | 12   | 6   | 325  |
| 5    | Cobra Racing Team  | 10  | 7    | 8    | 11  | 11   | 11  | 9    | Ret | 12  | Ret | 12   | 12† | 313  |
| 5    | Cobra Racing Team  | 70  | 87   | 47   | 9   | 6    | 4   | 7    | 1   | 6   | 7   | Ret7 | 1   | 313  |
| 6    | Scuderia Chiarelli | 19  |      |      |     |      |     | 10   | 10  | DNS | DNS |      |     | 251  |
| 6    | Scuderia Chiarelli | 42  |      |      |     | 9    | 5   |      |     |     |     |      |     | 251  |
| 6    | Scuderia Chiarelli | 43  | 6    | 2    | 7   | Ret5 | 5   | 13†5 | 5   | 3   | 2   | 8    | Ret | 251  |
| 7    | PMO Racing         | 21  |      |      |     |      |     |      |     |     |     | 10   | 8   | 124  |
| 7    | PMO Racing         | 37  | Ret4 | 7    | 12† | 12   | 13  | 14†  | 9   | 9   | 11† | 9    | 11  | 124  |
| 7    | PMO Racing         | 72  | 11   |      |     |      |     |      |     |     |     |      |     | 124  |
| Pos. | Equipo             | N.º | INT  | RIV  | RIV | VLP  | VLP | VEL  | VEL | VEL | VEL | CAS  | CAS | Pts. |

| Color     | Resultado                                                               |
| --------- | ----------------------------------------------------------------------- |
| Oro       | Ganador                                                                 |
| Plata     | 2.ª plaza                                                               |
| Bronce    | 3.ª plaza                                                               |
| Verde     | Finalizó en los puntos                                                  |
| Azul      | Finalizó sin puntos                                                     |
| Azul      | NC - No clasificado                                                     |
| Violeta   | Ret - No terminó (Carrera)                                              |
| Rojo      | DNQ - No se clasificó                                                   |
| Negro     | DSQ - Descalificado                                                     |
| Blanco    | DNS - No empezó (carrera)                                               |
| Blanco    | WD - Retirado (fin de semana)                                           |
| Blanco    | C - Carrera cancelada                                                   |
| Sin color | DNP - Inscrito pero no participó                                        |
| Sin color | INJ - Lesionado                                                         |
| Sin color | EX - Excluido                                                           |
| Estado    | Resultado                                                               |
| Negrita   | Pole position                                                           |
| Cursiva   | Vuelta rápida                                                           |
| †         | Abandona, pero clasifica al completar el porcentaje requerido para ello |